# Sanjit De Silva
Sanjit De Silva est un acteur et réalisateur srilankais né le 31 octobre 1978 à Colombo.

## Filmographie

### Cinéma
- 2001 : American Desi : Chandu
- 2007 : Arranged : Jamil
- 2008 : August
- 2009 : The Hungry Ghosts : Mohammed
- 2010 : The Company Men : Tom
- 2014 : Time After : Vivek Pandya
- 2014 : Saving Rohan : Arun Mehta
- 2015 : The Girl Is in Trouble : Indran
- 2017 : After Party : Amesh
- 2019 : Remind Me : Jay
- 2019 : klutz. : Annar
- 2020 : Farewell Amor : M. Uno

### Télévision
- 2005 : Jonny Zéro : le médecin (3 épisodes)
- 2005 : New York, cour de justice : Ed Kapoor (2 épisodes)
- 2005 : New York, unité spéciale (Law and Order : Special Victims Unit) : le médecin (saison 6, épisode 21)
- 2005 : New York, section criminelle : V.J. (1 épisode)
- 2006 : Six Degrees : l'homme heureux (1 épisode)
- 2007 : New York, police judiciaire : Ali Mohammed (1 épisode)
- 2007 : I'm Paige Wilson : Myles Mitchell
- 2009 : The Unusuals : Vikram Neel (1 épisode)
- 2010 : The Good Wife : Amal Verma (1 épisode)
- 2011 : Blue Bloods : Sammy Khan (1 épisode)
- 2013 : Homeland : Anoush (1 épisode)
- 2015 : Elementary : Dr Amrit (1 épisode)
- 2016 : High Maintenance : Nihal (1 épisode)
- 2016 : Blacklist : le contact de l'ambassade britannique (1 épisode)
- 2017 : Madam Secretary : Ben Hajianpour (1 épisode)
- 2017 : Time After Time : Hudson (2 épisodes)
- 2018 : Blindspot : Sanjay Bonthala (1 épisode)
- 2018 : Tell Me a Story : Mark (3 épisodes)
- 2019 : Evil : Neil Benton (1 épisode)
- 2019 : New Amsterdam : Omar (1 épisode)
- 2021 : Ways and Means : Ken Kumari
- 2022 : Inventing Anna : Marco (1 épisode)